# Аортит
Аортит (лат. aortitis от др.-греч. ἀορτή — «аорта») — воспаление стенки аорты инфекционной или аллергической (аутоиммунной) природы.
Наблюдается при сифилисе, сепсисе (особенно стрептококковом), туберкулёзе, ревматизме и др. Характеризуется расширением пораженного участка сосуда вплоть до образования аневризмы аорты. Нередки боли за грудиной (аорталгия), которые трудно отличить от стенокардии (приступы аорталгии обычно более длительны и не купируются нитроглицерином).
Профилактика и лечение заключается в активной терапии основного заболевания; при образовании аневризмы аорты может потребоваться хирургическое лечение.